# Kenya International 2007
Die Kenya International 2007 im Badminton fanden vom 27. bis zum 29. April 2007 in Nairobi statt.

## Sieger und Platzierte
| Disziplin    | Gold                                     | Silber                           | Bronze                                |
| ------------ | ---------------------------------------- | -------------------------------- | ------------------------------------- |
| Herreneinzel | Greg Orobosa Okuonghae                   | Akeem Ogunseye                   | Edicha Ocholi                         |
| Herreneinzel | Greg Orobosa Okuonghae                   | Akeem Ogunseye                   | Jinkan Ifraimu                        |
| Dameneinzel  | Shannon Pohl                             | Ogar Siamupangila                | Gloria Najjuka                        |
| Dameneinzel  | Shannon Pohl                             | Ogar Siamupangila                | Rita Njeri Ndungu                     |
| Herrendoppel | Abraham Otagada Edicha Ocholi            | Kenneth Omoruyi Elewa Olorunfemi | Akeem Ogunseye Greg Orobosa Okuonghae |
| Herrendoppel | Abraham Otagada Edicha Ocholi            | Kenneth Omoruyi Elewa Olorunfemi | Himesh Patel Patrick Ruto             |
| Damendoppel  | Delphine Nakanyika Ogar Siamupangila     | Anna Maina Irene Kerimah         | Rose Nakalya Sauda Nabawesi           |
| Damendoppel  | Delphine Nakanyika Ogar Siamupangila     | Anna Maina Irene Kerimah         | Gloria Najjuka Rita Namusisi          |
| Mixed        | Greg Orobosa Okuonghae Ogar Siamupangila | Abraham Wogute Rita Namusisi     | Ibrahim Adamu Delphine Nakanyika      |
| Mixed        | Greg Orobosa Okuonghae Ogar Siamupangila | Abraham Wogute Rita Namusisi     | Kenneth Omoruyi Maria Braimoh         |